# Sandy Sánchez
Sandy Sanchez Mustelier (24 maggio 1994) è un calciatore cubano, portiere dell'Atlético Pantoja e della nazionale cubana.

## Carriera

### Nazionale
Nel 2013 ha partecipato ai Mondiali Under-20.
Ha esordito in nazionale maggiore nel 2015.
Ha partecipato a tre edizioni della CONCACAF Gold Cup.

## Statistiche

### Cronologia presenze e reti in nazionale
Aggiornato al 30 maggio 2023

| Cronologia completa delle presenze e delle reti in nazionale ― Cuba | Cronologia completa delle presenze e delle reti in nazionale ― Cuba | Cronologia completa delle presenze e delle reti in nazionale ― Cuba | Cronologia completa delle presenze e delle reti in nazionale ― Cuba | Cronologia completa delle presenze e delle reti in nazionale ― Cuba | Cronologia completa delle presenze e delle reti in nazionale ― Cuba | Cronologia completa delle presenze e delle reti in nazionale ― Cuba | Cronologia completa delle presenze e delle reti in nazionale ― Cuba |
| Data                                                                | Città                                                               | In casa                                                             | Risultato                                                           | Ospiti                                                              | Competizione                                                        | Reti                                                                | Note                                                                |
| ------------------------------------------------------------------- | ------------------------------------------------------------------- | ------------------------------------------------------------------- | ------------------------------------------------------------------- | ------------------------------------------------------------------- | ------------------------------------------------------------------- | ------------------------------------------------------------------- | ------------------------------------------------------------------- |
| 11-6-2015                                                           | Willemstad                                                          | Curaçao                                                             | 0 – 0                                                               | Cuba                                                                | Qual. Mondiali 2018                                                 | -                                                                   |                                                                     |
| 14-6-2015                                                           | L'Avana                                                             | Cuba                                                                | 1 – 1                                                               | Curaçao                                                             | Qual. Mondiali 2018                                                 | -1                                                                  | 45’                                                                 |
| 9-1-2016                                                            | Panama                                                              | Panama                                                              | 4 – 0                                                               | Cuba                                                                | Coppa America 2016 - Play-Off CONCACAF                              | -4                                                                  |                                                                     |
| 7-10-2016                                                           | L'Avana                                                             | Cuba                                                                | 0 – 2                                                               | Stati Uniti                                                         | Amichevole                                                          | -2                                                                  |                                                                     |
| 26-3-2018                                                           | Managua                                                             | Nicaragua                                                           | 3 – 3                                                               | Cuba                                                                | Amichevole                                                          | -3                                                                  |                                                                     |
| 16-8-2018                                                           | Città del Guatemala                                                 | Guatemala                                                           | 3 – 0                                                               | Cuba                                                                | Amichevole                                                          | -2                                                                  | 74’                                                                 |
| 19-8-2018                                                           | Quetzaltenango                                                      | Guatemala                                                           | 1 – 0                                                               | Cuba                                                                | Amichevole                                                          | -1                                                                  | 66’                                                                 |
| 27-8-2018                                                           | Bridgetown                                                          | Barbados                                                            | 0 – 0                                                               | Cuba                                                                | Amichevole                                                          | -                                                                   |                                                                     |
| 30-8-2018                                                           | Bridgetown                                                          | Barbados                                                            | 0 – 2                                                               | Cuba                                                                | Amichevole                                                          | -                                                                   | 76’                                                                 |
| 8-9-2018                                                            | L'Avana                                                             | Cuba                                                                | 11 – 0                                                              | Turks e Caicos                                                      | CONCACAF Nations League 2019-2020 - Qualificazione                  | -                                                                   |                                                                     |
| 17-11-2018                                                          | L'Avana                                                             | Cuba                                                                | 1 – 0                                                               | Rep. Dominicana                                                     | CONCACAF Nations League 2019-2020 - Qualificazione                  | -                                                                   |                                                                     |
| 27-2-2019                                                           | L'Avana                                                             | Cuba                                                                | 5 – 0                                                               | Bermuda                                                             | Amichevole                                                          | 1                                                                   |                                                                     |
| 24-3-2019                                                           | Port-au-Prince                                                      | Haiti                                                               | 2 – 1                                                               | Cuba                                                                | CONCACAF Nations League 2019-2020 - Qualificazione                  | -2                                                                  |                                                                     |
| 16-6-2019                                                           | Pasadena                                                            | Messico                                                             | 7 – 0                                                               | Cuba                                                                | Gold Cup 2019 - Fase a gironi                                       | -7                                                                  |                                                                     |
| 20-6-2019                                                           | Denver                                                              | Cuba                                                                | 0 – 3                                                               | Martinica                                                           | Gold Cup 2019 - Fase a gironi                                       | -3                                                                  |                                                                     |
| 24-6-2019                                                           | Charlotte                                                           | Canada                                                              | 7 – 0                                                               | Cuba                                                                | Gold Cup 2019 - Fase a gironi                                       | -7                                                                  |                                                                     |
| 8-9-2019                                                            | Toronto                                                             | Canada                                                              | 6 – 0                                                               | Cuba                                                                | CONCACAF Nations League 2019-2020 - Fase a gironi                   | -6                                                                  |                                                                     |
| 8-11-2019                                                           | Managua                                                             | Nicaragua                                                           | 0 – 0                                                               | Cuba                                                                | Amichevole                                                          | -                                                                   |                                                                     |
| 11-11-2019                                                          | Managua                                                             | Nicaragua                                                           | 0 – 1                                                               | Cuba                                                                | Amichevole                                                          | -                                                                   |                                                                     |
| 20-11-2019                                                          | George Town                                                         | Cuba                                                                | 0 – 4                                                               | Stati Uniti                                                         | CONCACAF Nations League 2019-2020 - Fase a gironi                   | -4                                                                  |                                                                     |
| 25-3-2021                                                           | Città del Guatemala                                                 | Guatemala                                                           | 1 – 0                                                               | Cuba                                                                | Qual. Mondiali 2022                                                 | -1                                                                  |                                                                     |
| 28-3-2021                                                           | Città del Guatemala                                                 | Cuba                                                                | 1 – 2                                                               | Curaçao                                                             | Qual. Mondiali 2022                                                 | -2                                                                  |                                                                     |
| 27-3-2022                                                           | Belmopan                                                            | Belize                                                              | 0 – 3                                                               | Cuba                                                                | Amichevole                                                          | -                                                                   |                                                                     |
| 5-6-2022                                                            | Santiago di Cuba                                                    | Cuba                                                                | 3 – 0                                                               | Barbados                                                            | Amichevole                                                          | -                                                                   |                                                                     |
| 10-6-2022                                                           | Basseterre                                                          | Antigua e Barbuda                                                   | 0 – 2                                                               | Cuba                                                                | Amichevole                                                          | -                                                                   |                                                                     |
| 12-6-2022                                                           | Santiago di Cuba                                                    | Cuba                                                                | 3 – 1                                                               | Antigua e Barbuda                                                   | Amichevole                                                          | -1                                                                  |                                                                     |
| 24-3-2023                                                           | Bridgetown                                                          | Barbados                                                            | 0 – 1                                                               | Cuba                                                                | CONCACAF Nations League 2022-2023 - 1º turno                        | -                                                                   |                                                                     |
| 11-6-2023                                                           | Concepción                                                          | Cile                                                                | 3 – 0                                                               | Cuba                                                                | Amichevole                                                          | -3                                                                  |                                                                     |
| 4-7-2023                                                            | Toronto                                                             | Canada                                                              | 4 – 2                                                               | Cuba                                                                | Gold Cup 2023 - 1º turno                                            | -3                                                                  | 61’                                                                 |
| Totale                                                              |                                                                     | Presenze                                                            | 29                                                                  |                                                                     | Reti                                                                | 1; -51                                                              |                                                                     |